# Bruno Rolf
Bruno Rolf Rolf, ursprungligen Bruno Rolf Peterson, född 25 juni 1885 i Stockholm, död 5 maj 1934, var en svensk meteorolog. 
Rolf, som var son till Ludwig Peterson och Anna, född Möller, blev filosofie licentiat i fysik och mekanik vid Stockholms högskola 1909 och filosofie doktor vid Uppsala universitet 1917. Han var meteorologisk observatör i  vid Vassijaure naturvetenskapliga station 1905–1906, ledare för de geofysiska arbetena vid Abisko naturvetenskapliga station från 1915 och installerade där det jordmagnetiska och seismologiska observatoriet 1919–1922. Han bedrev arkivstudier till jordmagnetismens sekulära variationer i Frankrike, Portugal och Spanien 1910–1912, blev statsmeteorolog 1914 och förste statsmeteorolog 1919. Han var sekreterare i Svenska radioklubbarnas förbund 1923–1932 och ledamot av nationalkommittén för vetenskaplig radiotelegrafi 1931.